# Si c'était à refaire (album)
Albums de Kery James
Savoir et vivre ensemble
(2004)
Si c'était à refaire est le premier album studio solo du rappeur français Kery James, sorti en septembre 2001.
Avec cet album, Kery James adopte un discours pacifiste et prône la solidarité avec des titres comme 28 décembre 1977, 2 Issues, Si c'était à refaire ou encore Y'a pas d'couleur.
L'album est certifié disque d'or en un mois, avec plus de 120 000 exemplaires vendus.

## Liste des titres
| No  | Titre                                                        | Durée |
| --- | ------------------------------------------------------------ | ----- |
| 1.  | Si c'était à refaire                                         | 5:44  |
| 2.  | Parce que (feat. Roldan (Orishas))                           | 5:12  |
| 3.  | Ce A d'avillissant                                           | 7:32  |
| 4.  | Des terres d'Afrique (feat. Kader Riwan)                     | 5:15  |
| 5.  | La Honte (feat. Salif Keita)                                 | 6:47  |
| 6.  | Deux issues                                                  | 5:22  |
| 7.  | Cessez le feu                                                | 6:05  |
| 8.  | Y'a pas d'couleur (feat. Kader Riwan)                        | 3:30  |
| 9.  | Soledad (feat. Leïla Rami)                                   | 6:45  |
| 10. | Déséquilibre (feat. Les Nubians)                             | 5:32  |
| 11. | C'qui nous perd (feat. La famille africaine (Mafia K'1 Fry)) | 4:20  |
| 12. | 28 décembre 1977                                             | 9:42  |

Sur le format vinyle, la piste no 8 n'est pas Y'a pas de couleur en featuring Kader Riwan mais Le M.C. en featuring Manu Key.

## Certifications
| Pays          | Certifications | Ventes certifiées |
| ------------- | -------------- | ----------------- |
| France (SNEP) | Or             | 120 000           |